# Koštani mineral
Koštani mineral (neorganska faza kostiju, koštana so ili koštani apatit) je neorganska komponenta kostiju. Koštani mineral se formira od hidroksiapatita zasićenog ugljenikom sa nižim stepenom kristalnosti.
Koštani mineral se sastoji od globularnih i pločastih struktura razmeštenih između kolagenskih vlakana kosti, čime se formiraju veće strukture.